# Blagoy Ivanov
Blagoy Ivanov (Sofía, República Popular de Bulgaria; 9 de octubre de 1986) es un artista marcial mixto búlgaro que actualmente compite en la categoría de peso pesado de Ultimate Fighting Championship (UFC). Fue el Campeón Mundial de Combat Sambo de 2008. Anteriormente compitió en World Series of Fighting, donde fue Campeón de Peso Pesado de WSOF. Desde el 16 de mayo de 2023, está en la posición #15 del ranking de peso pesado de UFC.

## Carrera en Sambo
En particular, derrotó al cuatro veces campeón del World Combat Sambo y peleador de artes marciales mixtas Fedor Emelianenko en las semifinales del Campeonato Mundial de Sambo 2008 el 16 de noviembre de 2008. Ganó las finales sobre el alemán Janosch Stefan al día siguiente. Ivanov se enfrentó previamente a Emelianenko en febrero de 2008 en la competencia Sambo de la Copa Presidentes de Rusia, perdiendo el combate.

## Carrera de artes marciales mixtas

### Bellator MMA
El 15 de marzo de 2011, Ivanov anunció que había firmado un acuerdo para pelear por Bellator. Debutó el 26 de marzo de 2011 en Bellator 38 contra William Penn y ganó por TKO en la primera ronda.
Se esperaba que Ivanov se enfrentara a Thiago Santos como parte de un torneo de cuartos de final en Bellator 52 el 1 de octubre en el L'Audberge du Lac Casino Resort en Lake Charles, Luisiana. El torneo determinaría un contendiente No. 1 para enfrentar al campeón Cole Konrad. Sin embargo, Santos no pudo viajar desde Brasil para el evento y fue reemplazado por Zak Jensen.
El 24 de diciembre de 2011, Ivanov derrotó a Ricco Rodríguez por TKO en la tercera ronda con una patada en la parte superior del cuerpo que algunos sintieron golpear la cabeza de Rodríguez. La pelea tuvo lugar en Chéjov, suburbio de Moscú, e Ivanov peleó bajo la bandera rusa.

### Regreso a las MMA
Ivanov regresó a la competición después de una ausencia de 21 meses debido a lesiones sufridas en una pelea en un bar y peleó contra Manny Lara el 13 de septiembre de 2013 en Bellator 99. Ganó la pelea por sumisión en la primera ronda.
Ivanov luego peleó el 22 de noviembre de 2013 en Bellator 109 y se enfrentó a Keith Bell. Inicialmente, Bell derribó a Ivanov al principio de la pelea, pero se recuperó y ganó la pelea por sumisión.
En marzo de 2014, Ivanov regresó a la división de peso pesado. Se enfrentó a Rich Hale en la primera ronda del torneo de peso pesado de la temporada 10 de Bellator, en Bellator 111 el 7 de marzo de 2014. Ganó la pelea por decisión unánime. Se enfrentó a Lavar Johnson en las semifinales en Bellator 116 el 11 de abril de 2014 y ganó por sumisión en la primera ronda. En la final del torneo se enfrentó a Alexander Volkov el 17 de mayo de 2014 en Bellator 120. Perdió la pelea por sumisión en la segunda ronda, lo que resultó a ser su primera derrota profesional.

### World Series of Fighting
El 24 de enero de 2015 se anunció que Ivanov firmó con WSOF.
En su debut, Ivanov se enfrentó a Smealinho Rama por el campeonato de peso pesado de WSOF en WSOF 21 el 5 de junio de 2015. Ganó la pelea y el campeonato tras una sumisión en la tercera ronda.
Ivanov hizo su primera defensa del título contra Derrick Mehmen en WSOF 24 el 17 de octubre de 2015. Ganó la pelea por TKO en la segunda ronda.
Para su segunda defensa del título, Ivanov se enfrentó a Josh Copeland en WSOF 31 el 17 de junio de 2016. Ganó la pelea por decisión unánime (49-46, 49-46 y 48-47).
Para su tercera defensa del título, Ivanov se enfrentó a Shawn Jordan. La pelea se programó originalmente para el 28 de febrero (se informó incorrectamente como el 25 de febrero), pero se reprogramó para el 18 de marzo de 2017. Ivanov ganó la pelea por TKO en la primera ronda.

### Ultimate Fighting Championship
El 25 de abril de 2018, se informó que Ivanov fue firmado por Ultimate Fighting Championship. Hizo su debut en UFC contra el ex campeón de peso pesado de UFC, Junior dos Santos, el 14 de julio en UFC Fight Night 133. Perdió la pelea por decisión unánime.
En su segunda pelea por el ascenso, se enfrentó a Ben Rothwell el 9 de marzo de 2019 en UFC Fight Night 146. Ganó la pelea por decisión unánime.
En su tercera pelea con la compañía, Ivanov se enfrentó a Tai Tuivasa el 8 de junio de 2019 en UFC 238. Ganó la pelea por decisión unánime.
Ivanov enfrentó a Derrick Lewis el 2 de noviembre de 2019, en UFC 244. Perdió la pelea por decisión dividida.
Ivanov estaba programado para enfrentar a Augusto Sakai el 9 de mayo de 2020, en UFC 250. Sin embargo, el 9 de abril, Dana White, el presidente de UFC anunció que ese evento sería pospuesto y la pelea eventualmente se llevó a cabo el 30 de mayo de 2020, en UFC on ESPN: Woodley vs. Burns. Perdió la pelea por decisión dividida.
Ivanov estaba programado para enfrentar a Marcin Tybura el 27 de marzo de 2021, en UFC 260. Sin embargo, Ivanov se retiró de la pelea, citando una lesión.
Ivanov enfrentó a Marcos Rogério de Lima el 7 de mayo de 2022, en UFC 274. Ganó la pelea por decisión unánime.
Ivanov enfrentó a Marcin Tybura el 4 de febrero de 2023, en UFC Fight Night 218. Perdió la pelea por decisión unánime.
Ivanov enfrentó a Alexander Romanov el 1 de julio de 2023, en UFC on ESPN: Strickland vs. Magomedov. Perdió la pelea por decisión unánime.

## Campeonatos y logros
- World Series of Fighting
  - Campeonato de Peso Pesado de WSOF (Una vez)
    - Tres defensas titulares exitosas

- Professional Fighters League
  - Campeonato de Peso Pesado de PFL (Una vez)
    - Una defensa titular exitosa

- Bellator MMA
  - Finalista del Torneo de Peso Pesado de la Temporada 10 de Bellator

## Récord en artes marciales mixtas
| Récord profesional | Récord profesional | Récord profesional |
| 26 peleas          | 19 victorias       | 6 derrotas         |
| ------------------ | ------------------ | ------------------ |
| Nocaut             | 6                  | 0                  |
| Sumisión           | 6                  | 1                  |
| Decisión           | 7                  | 5                  |
| Sin resultado      | 1                  | 1                  |

| Resultado     | Récord   | Oponente               | Método                               | Evento                                 | Fecha                    | Ronda | Tiempo | Localización              | Notas                                                                      |
| ------------- | -------- | ---------------------- | ------------------------------------ | -------------------------------------- | ------------------------ | ----- | ------ | ------------------------- | -------------------------------------------------------------------------- |
| Derrota       | 20–5 (1) | Alexander Romanov      | Decisión (unánime)                   | UFC on ESPN: Strickland vs. Magomedov  | 1 de julio de 2023       | 3     | 5:00   | Las Vegas, Nevada         |                                                                            |
| Derrota       | 19–5 (1) | Marcin Tybura          | Decisión (unánime)                   | UFC Fight Night: Lewis vs. Spivak      | 4 de febrero de 2023     | 3     | 5:00   | Las Vegas, Nevada         |                                                                            |
| Victoria      | 19–4 (1) | Marcos Rogério de Lima | Decisión (unánime)                   | UFC 274                                | 7 de mayo de 2022        | 3     | 5:00   | Phoenix, Arizona          |                                                                            |
| Derrota       | 18–4 (1) | Augusto Sakai          | Decisión (dividida)                  | UFC on ESPN: Woodley vs. Burns         | 30 de mayo de 2020       | 3     | 5:00   | Las Vegas, Nevada         |                                                                            |
| Derrota       | 18–3 (1) | Derrick Lewis          | Decisión (dividida)                  | UFC 244                                | 2 de noviembre de 2019   | 3     | 5:00   | Ciudad de Nueva York      |                                                                            |
| Victoria      | 18–2 (1) | Tai Tuivasa            | Decisión (unánime)                   | UFC 238                                | 8 de junio de 2019       | 3     | 5:00   | Chicago, Illinois         |                                                                            |
| Victoria      | 17–2 (1) | Ben Rothwell           | Decisión (unánime)                   | UFC Fight Night: Lewis vs. dos Santos  | 9 de marzo de 2019       | 3     | 5:00   | Wichita, Kansas           |                                                                            |
| Derrota       | 16–2 (1) | Junior dos Santos      | Decisión (unánime)                   | UFC Fight Night: dos Santos vs. Ivanov | 16 de marzo de 2019      | 5     | 5:00   | Boise, Idaho              |                                                                            |
| Victoria      | 16–1 (1) | Caio Alencar           | Decisión (unánime)                   | PFL: Fight Night                       | 2 de noviembre de 2017   | 3     | 5:00   | Washington D. C.          | Defendió el Campeonato de Peso Pesado de PFL.                              |
| Victoria      | 15–1 (1) | Shawn Jordan           | TKO (golpes)                         | WSOF 35                                | 18 de marzo de 2017      | 1     | 1:43   | Verona, Nueva York        | Defendió el Campeonato de Peso Pesado de WSOF.                             |
| Victoria      | 14–1 (1) | Josh Copeland          | Decisión (unánime)                   | WSOF 31                                | 17 de junio de 2016      | 5     | 5:00   | Mashantucket, Connecticut | Defendió el Campeonato de Peso Pesado de WSOF.                             |
| Victoria      | 13–1 (1) | Derrick Mehmen         | TKO (golpes)                         | WSOF 24                                | 17 de octubre de 2015    | 2     | 4:33   | Mashantucket, Connecticut | Defendió el Campeonato de Peso Pesado de WSOF.                             |
| Victoria      | 12–1 (1) | Smealinho Rama         | Sumisión (rear-naked choke)          | WSOF 21                                | 5 de junio de 2015       | 3     | 1:17   | Edmonton, Alberta         | Ganó el Campeonato de Peso Pesado de WSOF.                                 |
| Derrota       | 11–1 (1) | Alexander Volkov       | Sumisión (rear-naked choke)          | Bellator 120                           | 17 de mayo de 2014       | 2     | 1:08   | Southaven, Mississippi    | Final del Torneo de Peso Pesado de la Temporada 10 de Bellator.            |
| Victoria      | 11–0 (1) | Lavar Johnson          | Sumisión (americana)                 | Bellator 116                           | 11 de abril de 2014      | 1     | 4:08   | Temecula, California      | Semifinal del Torneo de Peso Pesado de la Temporada 10 de Bellator.        |
| Victoria      | 10–0 (1) | Rich Hale              | Decisión (unánime)                   | Bellator 111                           | 7 de marzo de 2014       | 3     | 5:00   | Thackerville, Oklahoma    | Cuartos de final del Torneo de Peso Pesado de la Temporada 10 de Bellator. |
| Victoria      | 9–0 (1)  | Keith Bell             | Sumisión (rear-naked choke)          | Bellator 109                           | 22 de noviembre de 2013  | 1     | 3:59   | Bethlehem, Pennsylvania   |                                                                            |
| Victoria      | 8–0 (1)  | Manny Lara             | Sumisión (standing guillotine choke) | Bellator 99                            | 13 de septiembre de 2013 | 1     | 1:17   | Temecula, California      |                                                                            |
| Victoria      | 7–0 (1)  | Ricco Rodriguez        | TKO (retiro)                         | Chekhov MMA Tournament                 | 24 de diciembre de 2011  | 3     | 3:33   | Chekhov                   |                                                                            |
| Victoria      | 6–0 (1)  | Zak Jensen             | Sumisión técnica (guillotine choke)  | Bellator 52                            | 1 de octubre de 2011     | 2     | 2:35   | Lake Charles, Luisiana    | Cuartos de final del Torneo de Peso Pesado de la Temporada 5 de Bellator.  |
| Victoria      | 5–0 (1)  | William Penn           | TKO (golpes)                         | Bellator 38                            | 26 de marzo de 2011      | 1     | 2:58   | Tunica, Mississippi       |                                                                            |
| Victoria      | 4–0 (1)  | Svetoslav Zahariev     | Sumisión (rear-naked choke)          | Real Pain Challenge 9                  | 9 de octubre de 2010     | 1     | 3:33   | Sofía                     |                                                                            |
| Victoria      | 3–0 (1)  | Kazuyuki Fujita        | Decisión (dividida)                  | World Victory Road Presents: Sengoku 9 | 2 de agosto de 2009      | 3     | 5:00   | Saitama                   |                                                                            |
| Sin resultado | 2–0 (1)  | Ilir Latifi            | Sin resultado                        | Real Pain Challenge 2                  | 17 de mayo de 2008       | 1     | 0:55   | Sofía                     |                                                                            |
| Victoria      | 2–0      | Yancho Dimitrov        | TKO (golpes)                         | Real Pain Challenge 1                  | 9 de marzo de 2008       | 1     | 2:31   | Sofía                     |                                                                            |
| Victoria      | 1–0      | Kamen Georgiev         | TKO (parada médica)                  | Fitness Mania                          | 13 de octubre de 2007    | 1     | 5:00   | Pazardzhik                |                                                                            |